# Cotuí
Cotuí – miasto i gmina na Dominikanie; stolica prowincji Sánchez Ramírez.

## Opis
Miasto założone zostało w 1505 roku, obecnie zajmuje powierzchnię 619,88 km² i liczy 47 905 mieszkańców 1 grudnia 2010.